# Bikácsi Daniela
Bikácsi Daniela (Budapest, 1943. február 28. –) Munkácsy-díjas magyar festőművész.
Lírai hangvételű szürrealisztikus képeit meleg, gazdag kolorittal festi. Nagy méretű akvarelljeit finoman cizellált felületek jellemzik. Festményein szemmel láthatóan nem történik semmi, csupán egy-egy táji, építészeti elemhez kerülünk közelebb. Az ember kilép az idő linearitásából, átlép egy belső időbe képeinek szemlélésekor.

## Életpályája
1957–1961 között budapesten a Képző- és Iparművészeti Szakközépiskolába járt. 1962–1964 között
Magyar Iparművészeti Főiskola - belsőépítész szak; 1964–1967 között Magyar Képzőművészeti Főiskola, festő szak - Mestere: Bernáth Aurél. 1967–1969 között elvégezte a mesterképzést a Magyar Képzőművészeti Főiskolán.
1969-ben kötött házasságot Kovács Tamás grafikusművésszel.

## Díjak, elismerések
- Derkovits Gyula képzőművészeti ösztöndíj (1974)
- Egri Akvarell Biennálé díja (1976, 1978, 1990, 1994, 1998, 2000)
- Salgótarjáni Tavaszi Tárlat díja (1987, 1993)
- Eötvös Alapítvány ösztöndíja (1989)
- Esztergomi Pasztell Biennálé díja (1993, 1997)
- Munkácsy Mihály-díj(1994)
- Nemzeti Kulturális Alap ösztöndíja (1999, 2002, 2005, 2006, 2007)
- Római Magyar Akadémia ösztöndíja (2001)
- Egri Akvarell Biennále fődíja (2006)

## Kiállítások

### Egyéni kiállítások
- Ferencvárosi Pincetárlat, Budapest (1969)
- Stúdió Galéria (1972)
- Újpalotai Lila Iskola (1975)
- Stúdió Galéria (1977)
- Galerie Mensch, Hamburg (1978)
- Fészek Galéria, Budapest (1978)
- Offenbach /Somogyi Győzővel/ (1981)
- Várszínház Galéria, Budapest (1981)
- Vigadó Galéria, Budapest (1992)
- Erlin Galéria, Budapest (1993)
- MOL Galéria, Szolnok (1996)
- Kaposfüredi Galéria, Kaposfüred (1996)
- Sziget Galéria, Budapest (1996)
- Kempinski Galéria, Budapest (1996)
- Horváth Endre Galéria, Balassagyarmat (1997)
- Vigadó Galéria, Budapest (2000)
- Vadnai Galéria, Budapest /Gálhidy Péterrel/ 2002
- Pelikán Galéria, Székesfehérvár /Gálhidy Péterrel/ (2003)
- Pest Center Galéria, Budapest (2003)
- Bernáth Ház, Marcali (2005)
- Körmendi Galéria, Sopron (2005)
- KÉKA Galéria, Budapest (2006)
- OctogonArt Galéria, Budapest(2007)
- Raiffeisen Galéria, Budapest (2009)
- Pannonhalmi Bencés Apátság (2009)
- Boltíves Galéria, Budapest (2011)

### Csoportos kiállításai
- Stúdió '76, Műcsarnok, Budapest (1976)
- Stúdió - Jubileumi kiállítás 1958-1978, Magyar Nemzeti Galéria, Budapest (1978)
- Kortárs magyar művészet, Saint-Etienne • Portrébiennálé, Hatvan (1980)
- Kortárs magyar akvarell, Bankside Gallery, London (1981)
- Nemzetközi akvarell kiállítás, Teglio, Miláno (1992)
- Folyamat Társaság, Csepel Galéria, Budapest (1994)